# Gabri Veiga
Gabriel Veiga Novas (Porriño, Pontevedra, 27 de mayo de 2002) es un futbolista español. Juega como centrocampista y su equipo es el F. C. Porto de la Primeira Liga.

## Trayectoria
Nacido en el municipio pontevedrés de Porriño, empezó su carrera como futbolista por los equipos filiales del Celta de Vigo. Hizo su debut con el Celta de Vigo "B" de la Segunda División B de España el 25 de agosto de 2019, con 17 años, empezando como titular en un partido contra el Internacional de Madrid que terminaría en empate. Su primer gol lo marcó el 1 de diciembre de 2019, anotando el primer gol del partido en una derrota por 1 a 6 frente al Atlético Baleares.
Debutó con el primer equipo el 19 de septiembre de 2020, entrando como sustituto de Renato Tapia en una victoria por 2 a 1 frente al Valencia. Su primera titularidad sería el 1 de octubre de 2020, en un partido contra el Barcelona perdido por 0 a 3. El 26 de agosto de 2023, se unió oficialmente al Al-Ahli en una transferencia definitiva por 40 millones de euros. A sus 21 años, firmó contrato hasta 2026 y percibió un salario de 12.5 millones de euros. A pesar del interés del Napoli, optó por el fútbol árabe.
Regresó al fútbol europeo, tras ganar la Liga de Campeones Élite de la AFC, en junio de 2025 después de fichar por el F. C. Porto, que pagó 15 millones de euros por el 90% de sus derechos, hasta junio de 2030.

## Estadísticas

### Clubes
Actualizado al último partido disputado el 24 de junio de 2025.
| Club                               | Div.          | Temporada     | Liga  | Liga  | Liga  | Copas nacionales | Copas nacionales | Copas nacionales | Copas internacionales | Copas internacionales | Copas internacionales | Total | Total | Total |
| Club                               | Div.          | Temporada     | Part. | Goles | Asis. | Part.            | Goles            | Asis.            | Part.                 | Goles                 | Asis.                 | Part. | Goles | Asis. |
| ---------------------------------- | ------------- | ------------- | ----- | ----- | ----- | ---------------- | ---------------- | ---------------- | --------------------- | --------------------- | --------------------- | ----- | ----- | ----- |
| Celta de Vigo "B" · España         | 2.ª B         | 2019-20       | 14    | 1     | 0     | ―                | ―                | ―                | ―                     | ―                     | ―                     | 14    | 1     | 0     |
| Celta de Vigo "B" · España         | 2.ª B         | 2020-21       | 18    | 0     | 0     | ―                | ―                | ―                | ―                     | ―                     | ―                     | 18    | 0     | 0     |
| Celta de Vigo "B" · España         | 3.ª           | 2021-22       | 31    | 9     | 1     | ―                | ―                | ―                | ―                     | ―                     | ―                     | 31    | 9     | 1     |
| Celta de Vigo "B" · España         | 3.ª           | 2022-23       | 1     | 0     | 0     | ―                | ―                | ―                | ―                     | ―                     | ―                     | 1     | 0     | 0     |
| Celta de Vigo "B" · España         | Total club    | Total club    | 64    | 10    | 1     | ―                | ―                | ―                | ―                     | ―                     | ―                     | 64    | 10    | 1     |
| Celta de Vigo · España             | 1.ª           | 2020-21       | 6     | 0     | 0     | ―                | ―                | ―                | ―                     | ―                     | ―                     | 6     | 0     | 0     |
| Celta de Vigo · España             | 1.ª           | 2021-22       | 7     | 0     | 0     | 3                | 0                | 0                | ―                     | ―                     | ―                     | 10    | 0     | 0     |
| Celta de Vigo · España             | 1.ª           | 2022-23       | 36    | 11    | 4     | 3                | 0                | 0                | ―                     | ―                     | ―                     | 39    | 11    | 4     |
| Celta de Vigo · España             | 1.ª           | 2023-24       | 1     | 0     | 0     | ―                | ―                | ―                | ―                     | ―                     | ―                     | 1     | 0     | 0     |
| Celta de Vigo · España             | Total club    | Total club    | 50    | 11    | 4     | 6                | 0                | 0                | ―                     | ―                     | ―                     | 56    | 11    | 4     |
| Al-Ahli Saudí F. C. Arabia Saudita | 1.ª           | 2023-24       | 18    | 4     | 3     | 2                | 0                | 1                | —                     | —                     | —                     | 20    | 4     | 4     |
| Al-Ahli Saudí F. C. Arabia Saudita | 1.ª           | 2024-25       | 32    | 7     | 5     | 2                | 0                | 0                | 12                    | 1                     | 1                     | 46    | 8     | 6     |
| Al-Ahli Saudí F. C. Arabia Saudita | Total club    | Total club    | 50    | 11    | 8     | 4                | 0                | 1                | 12                    | 1                     | 1                     | 66    | 12    | 10    |
| F. C. Porto Portugal               | 1.ª           | 2024-25       | —     | —     | —     | —                | —                | —                | 3                     | 0                     | 1                     | 3     | 0     | 1     |
| F. C. Porto Portugal               | 1.ª           | 2025-26       | 0     | 0     | 0     | 0                | 0                | 0                | 0                     | 0                     | 0                     | 0     | 0     | 0     |
| F. C. Porto Portugal               | Total club    | Total club    | 0     | 0     | 0     | 0                | 0                | 0                | 3                     | 0                     | 1                     | 3     | 0     | 1     |
| Total carrera                      | Total carrera | Total carrera | 164   | 32    | 13    | 10               | 0                | 1                | 15                    | 1                     | 2                     | 189   | 33    | 16    |

## Palmarés

### Títulos internacionales
| Título                            | Club                | Sede | Año  |
| --------------------------------- | ------------------- | ---- | ---- |
| Liga de Campeones Élite de la AFC | Al-Ahli Saudi F. C. | Yeda | 2025 |

### Distinciones individuales

##### Premios LFP
| País   | Temporada | Categoría                                            |
| ------ | --------- | ---------------------------------------------------- |
| España | 2022-23   | Premio Santander al Mejor Jugador del mes de febrero |